# 伊號第百五十九潛艦
|          | |
| 艦歷     | |
| 计划     | 大正12年度舰艇补充计划                                                                                              |
| 开工     | 1927年3月25日 |
| 下水     | 1929年3月25日 |
| 就役     | 1930年3月31日 |
| 除籍     | 1945年11月30日 |
| 结局     | 1946年4月1日 在五島列島海域作爆破処分                                                                               |
| 性能諸元 | |
| 排水量   | 基準：1635吨 常備：1800吨 水中：2300吨                                                                              |
| 全長     | 101.00米 |
| 全幅     | 7.90米 |
| 吃水     | 4.90米 |
| 动力     | ズルツァー式3号[[]]柴油机2基2軸 水上：6800馬力 水中：1800馬力                                                       |
| 速度     | 水上：20.0节 水中：8.0kt                                                                                            |
| 续航距離 | 水上：10节下10000海里 水中：3节下60海里                                                                             |
| 燃料     | 重油：230吨 |
| 乗員     | 63名 |
| 兵装     | 40口径十一年式12cm单装砲1門 留式7.7mm機枪1挺 53cm魚雷发射管 艦首6門、艦尾2門 六年式魚雷16枚 Kチューブ（水中聴音機） |
| 备注     | 安全潜航深度：60m                                                                                                   |

伊号第一五九潜水艦（いごうだいひゃくごじゅうくせんすいかん）是日本海軍潜水艦。伊一五六型潜水艦（海大III型b）的3号舰。竣工時艦名为伊号第五九潜水艦。

## 艦歷
- 1927年（昭和2年）3月25日 - 在横須賀海軍工廠开工建造。
- 1929年（昭和4年）3月25日 - 下水
- 1930年（昭和5年）3月31日 - 竣工。編入第28潜水隊[2]。
- 1933年（昭和8年）11月15日 - 编入预备艦[2]。
- 1941年（昭和16年）6月2日 - 直到同年10月预备艦[2]。
  - 12月31日 - 配属至第5潜水战隊第28潜水隊，从神户出港[3]。
- 1942年（昭和17年）1月5日 - 抵达达沃[3]。
  - 1月10日 - 从達沃出航，爪哇南方海面，在苏门答腊附近活動[3]。
  - 1月20日 - 在圣诞岛地区击沉挪威船只「エイズボルト」[4]。
  - 1月25日 - 在蘇門答臘島沙璜附近击沉英国船只「ジャン・セン」[4]。
  - 1月26日 - 抵达槟岛[3]。
  - 2月21日 - 从槟城出航，在印度洋地区活動[3]。
  - 3月1日 - 击沉荷兰船只「ルーズブーム」[4]。
  - 3月2日 - 从槟城出航[3]。
  - 4月1日 - 在佐世保入港[3]。
  - 4月10日 - 第28潜水隊解散，編入第19潜水隊[3]。
  - 5月20日 - 改名为伊号第一五九潜水艦。
  - 5月30日 - 参加中途岛海战[3]。
  - 7月1日 - 在吴港入港[3]。
  - 7月10日 - 第5潜水战隊解散，第19潜水隊编入吴鎮守府部隊。之后编入練習艦[3]。
- 1943年（昭和18年）12月1日 - 編入吴潜水战隊第19潜水隊[3]。
- 1945年（昭和20年）4月20日 - 編入第6艦隊第34潜水隊[3]。
  - 8月15日 - 編入第15潜水隊并由此迎来终战[3]。
- 1946年（昭和21年）4月1日 - 在五島列島海域遭美军爆破处分[5]。

## 歴代艦長

### 舾装員長
- 鶴岡信道 少佐：1929年9月5日 - 1929年10月19日

### 艦長
- 鶴岡信道 少佐：1929年10月19日 - 1931年12月1日
- 舟木重利 少佐：1931年12月1日 -
- 岡本義助 少佐：1935年10月21日 - 1936年12月1日
- 清水太郎 少佐：1936年12月1日 - 1937年12月1日
- 西野耕三 少佐：1937年12月1日 -
- 揚田清猪 少佐：1938年11月1日 -
- 南勝次 中佐：1939年11月20日 -
- 遠藤忍 少佐：1940年7月26日 -
- 吉松田守 少佐：1941年10月31日 -
- 福村利明 少佐：1942年11月20日 - 1943年2月15日
- （兼）栢原保親 中佐：1943年3月16日 - 1943年5月18日
- 丰増清八 少佐：1943年5月18日 -
- 正田啓治 大尉：1944年2月15日 -
- 木村正男 大尉：1944年2月24日 -
- 三宅辰夫 大尉：1944年9月15日 -

## 逸話
- 小説家・山岡荘八曾是舰上的報道班員，将その体験をもとに《海底战記》を執筆した[4]。